# Hockeria afra
Hockeria afra är en stekelart som beskrevs av Masi 1932. Hockeria afra ingår i släktet Hockeria och familjen bredlårsteklar.
Artens utbredningsområde är Libya. Inga underarter finns listade i Catalogue of Life.